# Liste deutsch-slowakischer Städte- und Gemeindepartnerschaften
Dies ist eine unvollständige Liste von Städte- und Gemeindepartnerschaften zwischen Deutschland und der Slowakei.
| Deutsche Gemeinde    | Bundesland          | Slowakische Gemeinde | Kraj                 | seit                             |
| -------------------- | ------------------- | -------------------- | -------------------- | -------------------------------- |
| Alsfeld              | Hessen              | Spišská Nová Ves     | Košický kraj         | 1992                             |
| Artern               | Thüringen           | Topoľčany            | Nitriansky kraj      | 1982                             |
| Aschersleben         | Sachsen-Anhalt      | Trenčianske Teplice  | Trenčiansky kraj     |                                  |
| Bad Kötzting         | Bayern              | Zvolen               | Banskobystrický kraj | (Douzelage)                      |
| Bad Krozingen        | Baden-Württemberg   | Bojnice              | Trenčiansky kraj     | 2011                             |
| Bremen               | Bremen              | Bratislava           | Bratislavský kraj    | 1986 (seit ca. 1990 ruhend)      |
| Brück                | Brandenburg         | Spišská Belá         | Prešovský kraj       | 2007                             |
| Clausthal-Zellerfeld | Niedersachsen       | Spišská Nová Ves     | Košický kraj         | 1992                             |
| Cottbus              | Brandenburg         | Košice               | Košický kraj         | 1978                             |
| Gotha                | Thüringen           | Martin               | Žilinský kraj        | 1997                             |
| Halberstadt          | Sachsen-Anhalt      | Banská Bystrica      | Banskobystrický kraj | 1998                             |
| Herbolzheim          | Baden-Württemberg   | Kremnica             | Banskobystrický kraj | 2004                             |
| Ibbenbüren           | Nordrhein-Westfalen | Prievidza            | Trenčiansky kraj     | 1988                             |
| Neustadt in Sachsen  | Sachsen             | Nové Mesto nad Váhom | Trenčiansky kraj     | innerhalb der Neustadt in Europa |
| Remscheid            | Nordrhein-Westfalen | Prešov               | Prešovský kraj       | 1989                             |
| Sangerhausen         | Sachsen-Anhalt      | Trnava               | Trnavský kraj        | 1996                             |
| Teistungen           | Thüringen           | Dobšiná              | Košický kraj         |                                  |
| Ulm                  | Baden-Württemberg   | Bratislava           | Bratislavský kraj    |                                  |
| Wehnde               | Thüringen           | Vyšná Slaná          | Košický kraj         | 2001                             |
| Weilburg             | Hessen              | Kežmarok             | Prešovský kraj       | 1998                             |
| Weißenfels           | Sachsen-Anhalt      | Komárno              | Prešovský kraj       | 1996                             |
| Wölfersheim          | Hessen              | Rabča                | Žilinský kraj        |                                  |
| Wuppertal            | Nordrhein-Westfalen | Košice               | Košický kraj         | 1980                             |